# Mimetisme

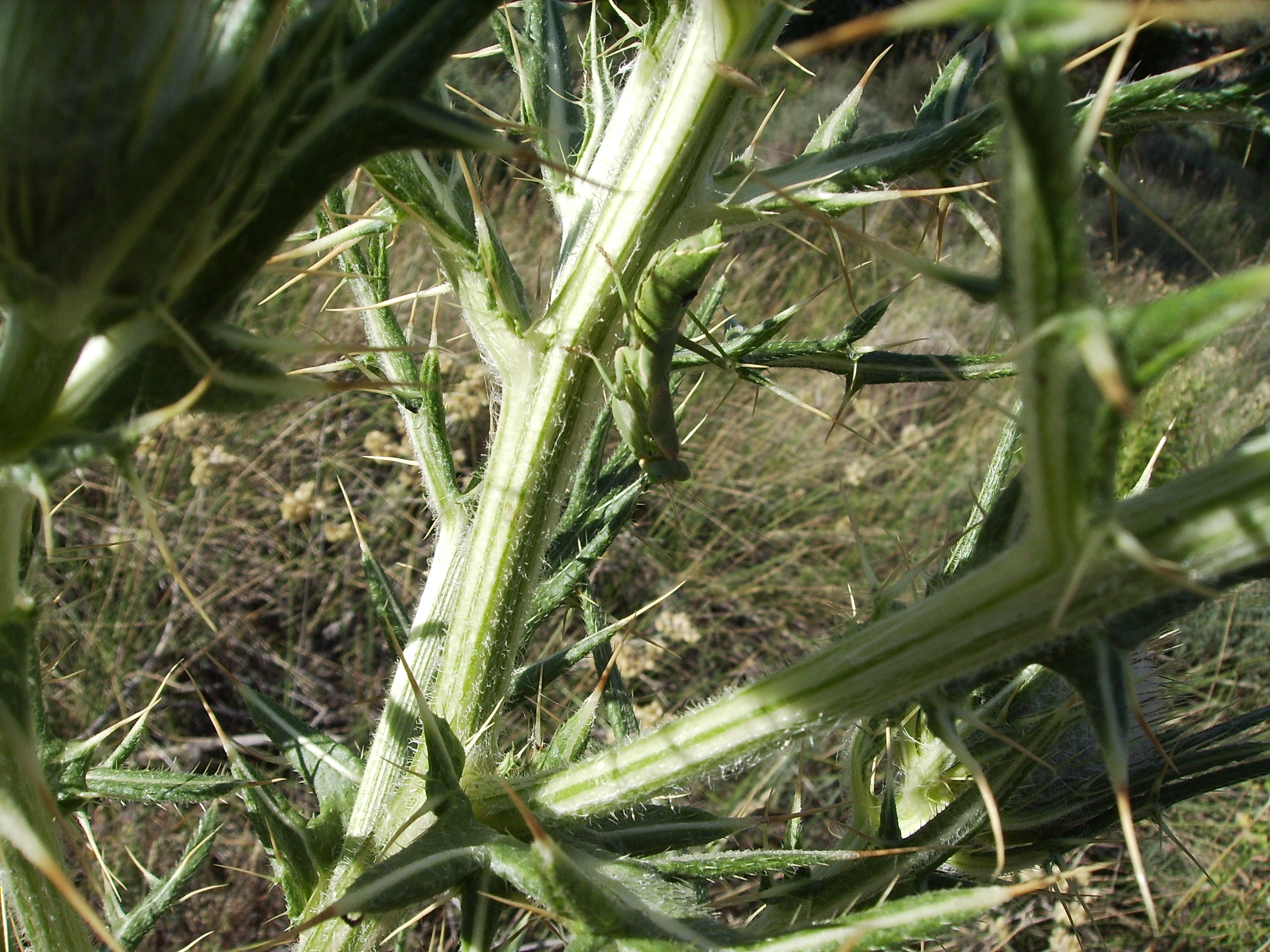
Pregadéu (Mantis religiosa) del color de la planta

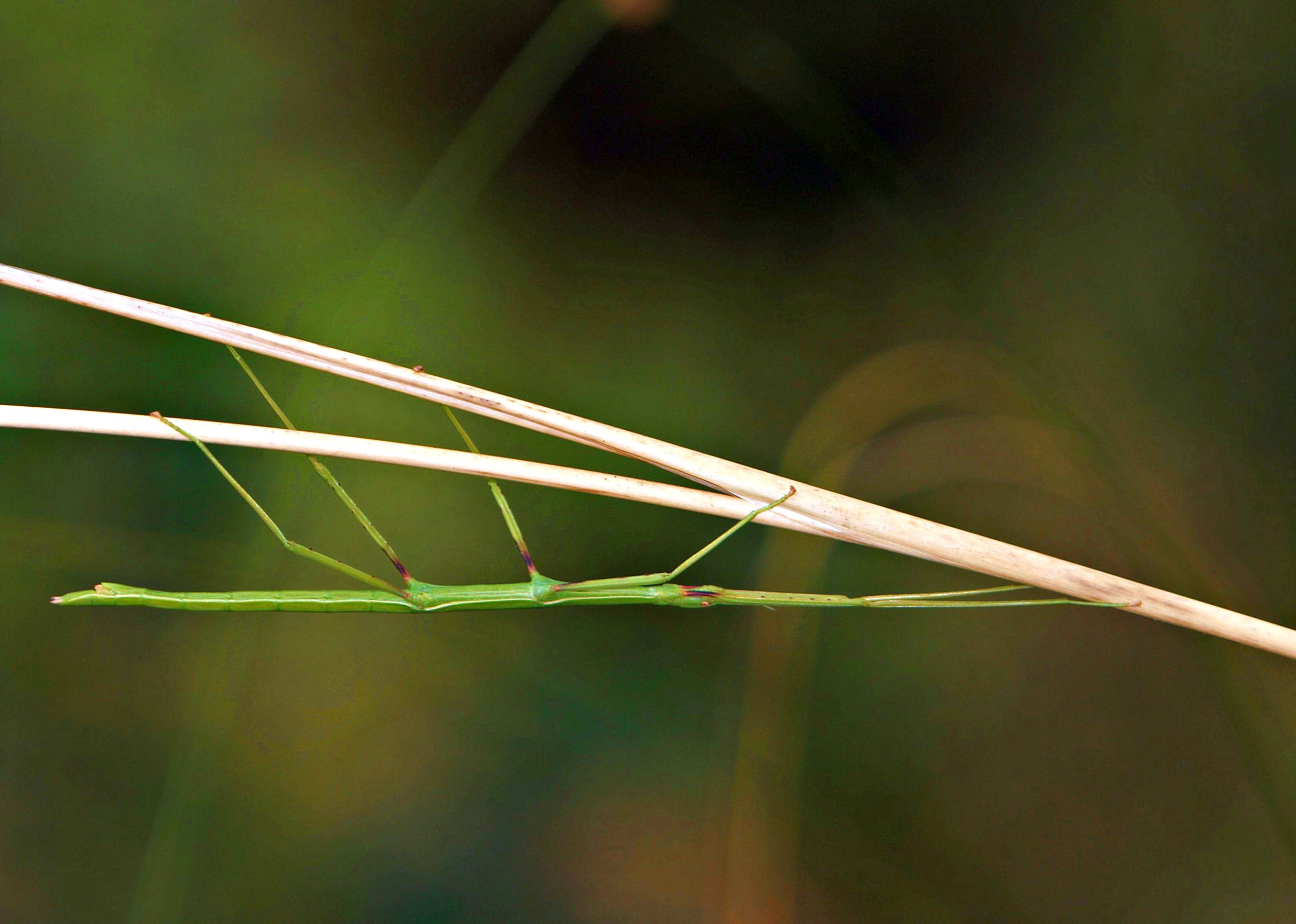
Insecte bastó (Bacillus rossius)

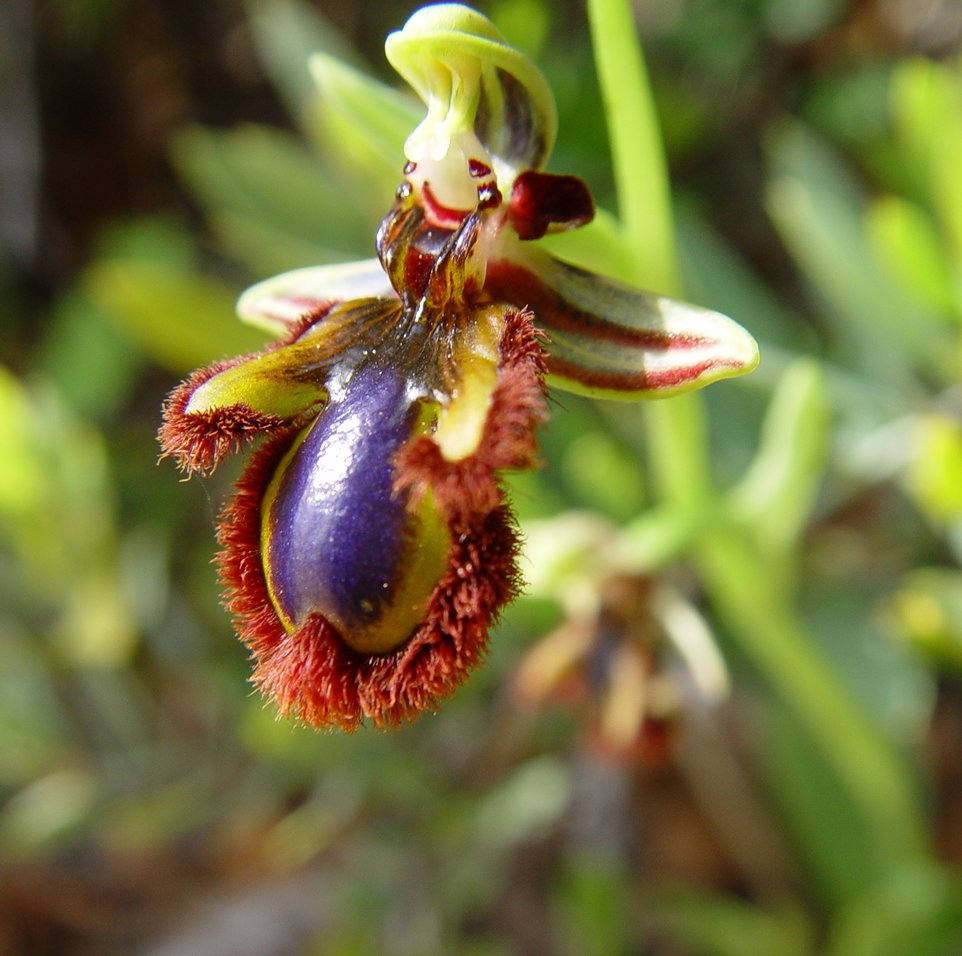
Ophrys speculum és una de les moltes espècies mediterrànies d'orquídia que imiten l'aspecte d'una abella femella als ulls d'un mascle. La taca blava evoca el reflex del cel sobre les ales paral·leles.

El mimetisme en biologia és un fenomen que consisteix en el fet que un organisme s'assembla a un altre amb el qual no guarda relació i obté així algun avantatge d'adaptació a l'entorn. L'objecte del mimetisme és enganyar els sentits dels animals per induir-los una determinada conducta. Els casos més coneguts afecten la percepció visual, però també hi ha exemples de mimetisme auditiu, olfactiu o tàctil.

## Mimetisme i cripsi
L'objecte del mimetisme pot ser la cripsi (camuflatge), però, encara que molts dels millors exemples ho són alhora de tots dos fenòmens, aquests dos conceptes no s'han de confondre. Molts ortòpters (Orthoptera) i alguns fàsmids (Phasmatodea) tropicals semblen fulles, igual que algunes papallones; l'aspecte típic dels Phasmatodea (insectes bastó) és el d'una branqueta o una palla. Les erugues de les papallones de la família dels geomètrids es posen amb el cos rígid i adopten l'aspecte d'una petita branca o pecíol foliar sec.

## Mimetisme i aposematisme
En moltes ocasions coincideixen mimetisme i aposematisme. És el cas d'animals inofensius que n'imiten altres de perillosos, com algunes arnes que presenten ocels espectaculars, taques concèntriques que imiten un parell d'ulls oberts. De vegades, una espècie inofensiva s'assembla a una altra de perillosa o repugnant i amb això aconsegueix eludir l'acció dels depredadors. Aquest fenomen s'anomena mimetisme batesià. És el que observem, per exemple, en el cas de les mosques de les famílies Syrphidae i Bombilidae, l'aspecte de les quals imita el d'abelles i vespes. Fritz Müller, per la seva banda, va fer notar que els animals mimètics sovint coincideixen en la propietat que els defensa enfront dels depredadors. En ser semblants, el depredador només n'ha de tastar un per aprendre a rebutjar-los tots. Aquest fenomen es coneix amb el nom de mimetisme müllerià, i el conjunt d'espècies que comparteixen els mateixos signes de reconeixement s'anomena cercle mullerià.

## Mimetisme i reproducció
En alguns casos, aposematisme i mimetisme es combinen en les plantes per atreure agents pol·linitzadors, que són els vectors del pol·len. Els exemples més notables es donen en orquídies, on l'esquer pot ser visual, olfactiu o una combinació de tots dos. L'orquídia enganya l'insecte, generalment un himenòpter mascle, adoptant l'aspecte d'una femella i, en molts casos, emetent substàncies oloroses que s'assemblen a les feromones en què es basa l'aproximació sexual d'aquests insectes.

## Mimetisme no visual
Sent com som els éssers humans --i els primats en general-- animals dependents del sentit de la vista, els casos de mimetisme en altres camps sensorials ens passen fàcilment desapercebuts, sense que siguin per això menys importants. Un cas notable de mimetisme auditiu l'ofereix el mussol de lloriguera (Athene cunicularia), que nia en cavitats a terra, on els polls responen a l'aproximació d'enemics potencials emetent un so com el de la serp de cascavell. Quant als sentits químics, és conegut el cas de moltes orquídies (V. imatge d'Ophrys) que, com s'ha dit abans, aboquen a l'aire substàncies mimètiques de les feromones de certes vespes o abelles i enganyen els mascles, que creuen així que s'acosten a una femella de la seva espècie.